# Stålpagten
Stålpagten var en forbundaftale mellem Tyskland og Italien. Den blev underskrevet i Berlin den 22. maj 1939 af den tyske udenrigsminister Joachim von Ribbentrop og hans italienske kollega Galeazzo Ciano under overværelse af Adolf Hitler.
Pagten lagde op til et militært samarbejde og ubetinget gensidig bistand i tilfælde af en krig. Aftalen omfattede såvel forsvars- som angrebskrig.
Ved Felttoget i Polen i 1939, som blev planlagt umiddelbart efter at Stålpagten var blevet underskrevet, gik tyskerne derfor ud fra, at Italien skulle deltage. Italienerne blev imidlertid først indviet i planerne i midten af august. Kun med besvær lykkedes det herefter for italienerne at få viklet sig ud af de traktatmæssige forpligtelser uden at bryde den. Italien tog derfor ikke del i felttoget, men erklærede sig i stedet Nonbelligeranza, dvs. ikke krigsførende, hvilket ikke er det samme som neutral.
Afslutningen på Stålpagten kom med afsættelsen af Benito Mussolini den 24. juli – 25. juli 1943 og den efterfølgende krigserklæring mod Tyskland og våbenstilstand mellem Italien og de allierede.

## Weblinks
- Vertragstext Arkiveret 28. oktober 2009 hos  Wayback Machine
- Entstehungsgeschichte Arkiveret 4. november 2009 hos  Wayback Machine
- Deutsches Historisches Museum